# Sun Simiao

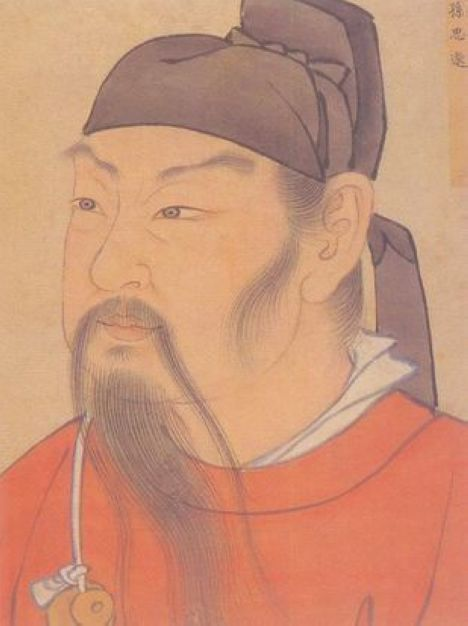
Sun Simiao

Sun Simiao, chiński: 孫思邈; pinyin: Sūn Sīmiǎo (ur. w VII w., zm. w 682) – chiński lekarz i uczony żyjący w czasach panowania dynastii Sui i Tang. Nazywany jest królem medycyny chińskiej (药王;藥王) w związku ze znaczącym wkładem jego badań w jej rozwój. Jako lekarz charakteryzował się wielką troską o swoich pacjentów niezależnie od ich stanu urodzenia i posiadania. Jest autorem chińskiej przysięgi Hipokratesa.

## Dzieła Sun Simiao
Sun Simiao napisał dwa podręczniki medyczne:
- Podstawowe formuły na wypadek sytuacji kryzysowych warte tysiąca kawałków złota (pinyin: Beiji Qian Jin Yao Fang),
- Dodatek do formuł wartych tysiąca kawałków złota (pinyin: Qian Jin Yi Fang).

Dzieła te opisują podstawy tradycyjnej medycyny chińskiej sprzed dynastii Tang. W pierwszym Sun Simiao wymienił około 5300 recept na leki, a w drugim ponad 2000. Przedstawił także „Trzynaście środków utrzymania zdrowia”, w których twierdził, że działania takie jak dotykanie włosów, przewracanie oczami, chodzenie i potrząsanie głową poprawiają zdrowie.

## Chińska przysięga Hipokratesa
Poza tym Sun Simiao jest znany z tekstu „O absolutnej szczerości wielkich lekarzy”, nazywanego „Chińską przysięgą Hipokratesa” pochodzącego z pierwszego rozdziału Beiji Qian Jin Yao Fang. Do dziś jest to nadal lektura obowiązkowa chińskich lekarzy. Oto fragment tekstu:

Wielki lekarz nie powinien zwracać uwagi na status, zamożność czy wiek; nie powinien też kwestionować, czy dana osoba jest atrakcyjna czy nieatrakcyjna, czy jest wrogiem lub przyjacielem, czy jest Chińczykiem czy obcokrajowcem, czy też jest niewykształcona lub wykształcona. Powinien traktować wszystkich na równych zasadach. Powinien zawsze zachowywać się tak, jakby myślał o swoich bliskich krewnych.

## Alchemia
Oprócz prac teoretycznych dotyczących medyczny i praktyki lekarskiej Sun Simiao eksperymentował także z alchemią chcąc znaleźć kamień filozoficzny i eliksir życia. Napisał podręcznik „Klucz do alchemii” (丹經要訣) dający podstawy badaniom laboratoryjnym. Po przedmowie i katalogu nazw eliksirów znajduje się w niej spis szczegółowych specyfikacji dotyczących potrzeb laboratorium, w tym tak zwana lutnia liuyini (六一泥), która była powszechnie stosowana w chińskiej farmakologii i alchemii do hermetycznego uszczelniania reakcji zachodzących w podgrzewanych kolbach. W książce są umieszczone również przepisy dotyczące składników używanych do reakcji chemicznych z zaznaczoną wagą i ich wcześniejszym przygotowaniem oraz zrozumiałe, zwięzłe wskazówki dotyczące ich mieszania i stosowania.